# Gabriel Maestre
Gabriel José Maestre Pérez (* 22. September 1986 in Barcelona, Provinz Anzoátegui, Venezuela) ist ein venezolanischer Boxer im Weltergewicht. Er ist unter anderem WM-Bronzegewinner von 2013, Gewinner der Panamerikaspiele 2015, Olympiateilnehmer von 2012 und 2016, sowie Teamkapitän der Mannschaft Caciques de Venezuela aus der World Series of Boxing (WSB).

## Amateurkarriere
Gabriel Maestre begann 1999 mit dem Boxen und stand seit 2007 in der venezolanischen Nationalmannschaft. 2009 erzielte er mit dem Gewinn einer Bronzemedaille bei den Juegos Bolivarianos seinen ersten international bedeutenden Erfolg. 2010 war er Teilnehmer der Südamerikaspiele (7. Platz), der Panamerikameisterschaften (6. Platz) sowie der Zentralamerika- und Karibikspiele (9. Platz).
2011 gewann er, unter anderem mit einem Disqualifikationssieg gegen Carlos Banteur, die Bolivarian Alternative Games und siegte auch beim Panamerican Games Qualifier gegen Aaron Prince, Junior Castillo, Carlos Sánchez und Brian Castaño, womit er sich für die Panamerikaspiele 2011 qualifizierte. Dort schied er beim Kampf um den Einzug in die Medaillenränge gegen Carlos Banteur aus und erreichte einen fünften Platz. Bei den Weltmeisterschaften 2011 schlug er den Mexikaner Óscar Molina, unterlag jedoch im zweiten Duell gegen Balázs Bácskai aus Ungarn.
2012 konnte er sich bei der amerikanischen Qualifikation in Rio de Janeiro für die Olympischen Spiele in London qualifizieren. Dort erreichte er durch Siege gegen Amin Ghasemipour und Siphiwe Lusizi das Viertelfinale, wo er beim Kampf um eine Medaillenplatzierung gegen den späteren Olympiasieger Serik Säpijew auf einem fünften Rang ausschied.
2013 konnte er sich bei den Panamerikameisterschaften in Chile gegen Luis Veron, Daniel Muñoz und Arisnoide Despaigne ins Finale vorkämpfen, wo er nur knapp mit 1:2 gegen Roberto Queiroz unterlag. Er startete anschließend bei den Weltmeisterschaften 2013 in Almaty, wo er mit dem Gewinn einer Bronzemedaille seinen bis dahin größten Erfolg erreichte. In der Vorrunde hatte er Balázs Bácskai besiegt, gegen den er bei der WM 2011 noch verloren hatte. Im Achtelfinale schlug er den polnischen EM-Teilnehmer Ireneusz Zakrzewski und im Viertelfinale den russischen Europameister Alexander Besputin. Im Halbfinalkampf war er gegen den Kubaner Arisnoide Despaigne ausgeschieden, den er bei den Panamerikameisterschaften noch besiegt hatte. Zudem gewann er 2013 noch die Bolivarian Games in Peru durch einen Finalsieg gegen Carlos Sánchez.
2014 gewann er die Südamerikaspiele in Chile, wobei er diesmal auch Roberto Queiroz vorzeitig besiegen konnte. Bei den Zentralamerika- und Karibikspielen 2014 schied er hingegen im ersten Kampf gegen den Mexikaner Marvin Cabrera aus.
2015 wurde ein weiteres erfolgreiches Jahr, da Maestre die Goldmedaille bei den Panamerikaspielen in Kanada und eine Bronzemedaille bei den Panamerikameisterschaften in Venezuela gewann. Er besiegte dabei erneut Roberto Queiroz sowie den kubanischen Weltmeister und Olympiasieger Roniel Iglesias. Er nahm zudem noch an den Weltmeisterschaften 2015 teil, schied aber im Achtelfinalkampf gegen den Europameister Eimantas Stanionis aus.
Im März 2016 startete er bei der amerikanischen Olympiaausscheidung in Buenos Aires und qualifizierte sich durch Siege gegen Jonathan Francois, Juan Romero, Justiniano Mina und Lester Martinez für die Olympischen Spiele 2016 in Rio de Janeiro. Bei Olympia gewann er die Vorrunde gegen den Deutschen Araik Marutjan und zog ins Achtelfinale ein, wo er kampflos gegen den wegen einer Verletzung ausgefallenen Italiener Vincenzo Mangiacapre ins Viertelfinale kam. Dort schied er beim Kampf um den Einzug in die Medaillenränge gegen den späteren Olympiasieger Danijar Jeleussinow aus Kasachstan aus.
2017 konnte Maestre die Silbermedaille bei den Bolivarian Games gewinnen und das Viertelfinale bei den Panamerikameisterschaften erreichen, wodurch er sich für die Weltmeisterschaften 2017 qualifizierte. Nach einem Achtelfinalsieg gegen Manoj Kumar erreichte er auch hier das Viertelfinale, schied aber dann gegen Abylaichan Schüssipow aus.
2018 gewann er die Südamerikaspiele in Bolivien. Bei den Panamerikaspielen 2019 gewann er eine Bronzemedaille.

### World Series of Boxing
Seit Januar 2014 boxt Maestre als Teamkapitän für Caciques de Venezuela in der World Series of Boxing (WSB) und hält bei neun Siegen und sieben Niederlagen.

## Profikarriere
In seinem ersten Profikampf am 6. Juli 2019 gewann er durch K. o. in der zweiten Runde gegen Jeovanis Barraza und wurde WBA Fedebol Champion im Halbmittelgewicht. Im Dezember 2019 gewann er in seiner ersten Titelverteidigung vorzeitig gegen Diego Chaves.
In seinem erst vierten Kampf am 7. August 2021 besiegte er Mykal Fox und wurde dadurch WBA-Interimsweltmeister im Weltergewicht. Im März 2022 boxte er ein Unentschieden gegen Taras Schelestjuk und siegte im März 2023 vorzeitig gegen Devon Alexander.
Am 4. Mai 2024 boxte er um den regulären WBA-Weltmeistertitel im Weltergewicht und verlor nach Punkten gegen den Titelträger Eimantas Stanionis.